# Tucker Smallwood
Tucker Smallwood, né le 22 février 1944 à Washington DC, est un acteur américain.

## Biographie
Tucker Smallwood est un ancien lieutenant de l'US Army.

## Filmographie

### Cinéma
- 1985 : Cotton Club, de Francis Ford Coppola : Griffin
- 1998 : Wanted recherché mort ou vif, de David Hogan : William Watson
- 1998 : Strangeland, de John Pieplow : Capitaine Churchill Robbins
- 2001 : Air Panic, de Bob Misiorowski : Keller
- 2001 : The One, de James Wong : Le gardien de la prison
- 2001 : Traffic, de Steven Soderbergh : Un fêtard
- 2006 : Hood of Horror, de Stacy Title : Stevens

### Télévision
- 1995 : Space 2063, saison 1 : Glenn Van Ross
- 1996 : X-Files : Aux frontières du réel, saison 4 (épisode La Meute) : Shérif Andy Taylor
- 1996 : Mr. et Mrs. Smith, saison 1 (épisode 11) : Mr. X
- 1997 : Frasier, saison 5 (épisode 11)
- 1997 : Diagnostic : Meurtre, saison 5 (épisode 2) : Ferris
- 1998 : Star Trek : Voyager, saison 5 (épisode 4) : Amiral Bullock
- 1999 : The Practice, saison 4 (épisode 1)
- 2000 : Larry et son nombril, saison 1 (épisode 1)
- 2000 : Invisible Man, saison 1 (épisode 4) : Anderson
- 2001 : Friends, saison 8 (épisode 21) : Mr Tyler
- 2001 : La Vie avant tout, saison 2 (épisode 16)
- 2001 : Les Chroniques du mystère, saison 1 (épisode 11) : Alonso Freewald
- 2002 : Malcolm, saison 4 (épisode 16)
- 2003 : Star Trek : Enterprise, saison 3 (épisode 1, 4, 13, 18, 19, 21, 22, 23, 24): Conseiller Xindi-Humanoïde